# Gioachimo Respini

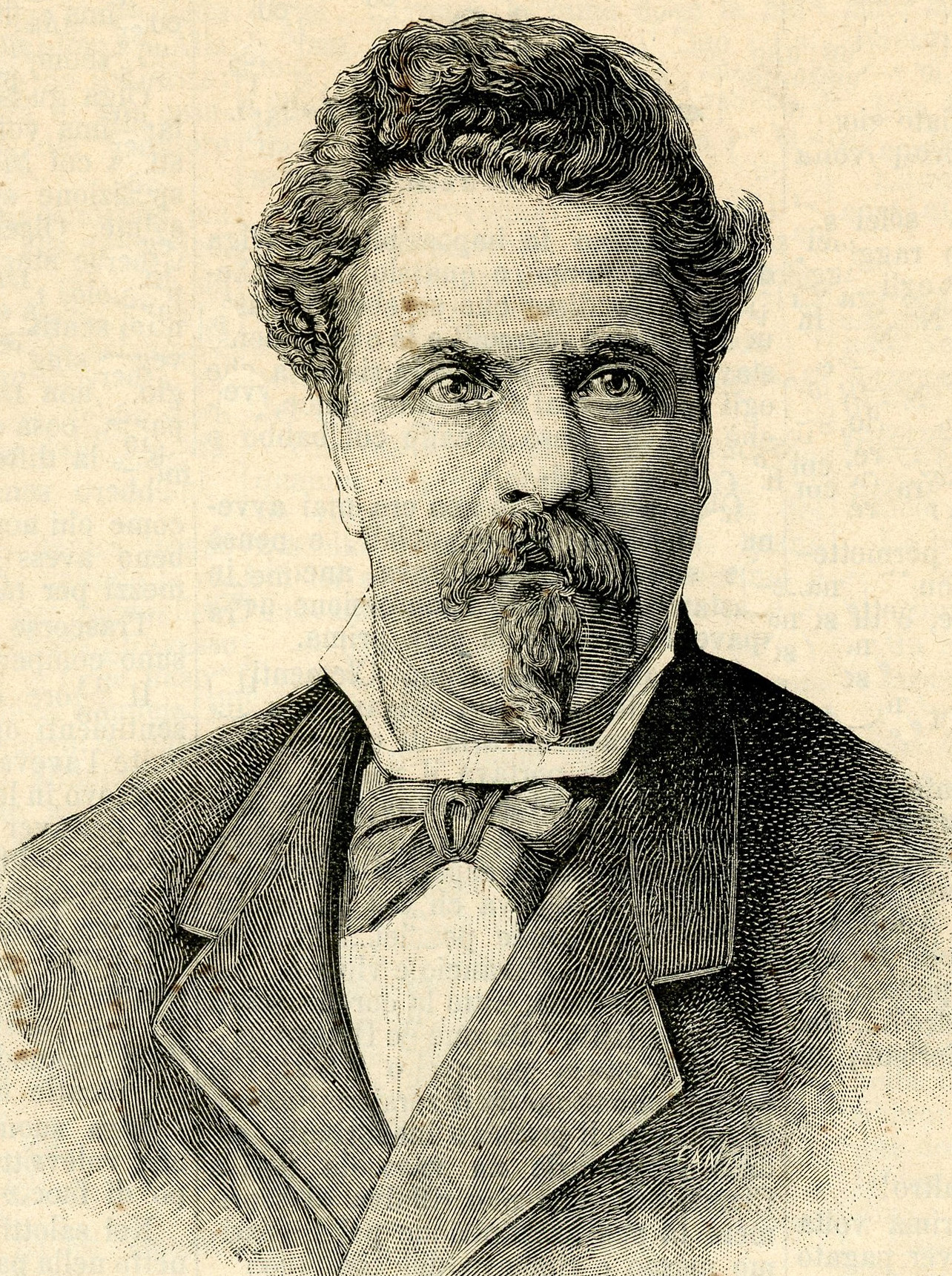
Gioachimo Respini

Gioachimo Respini (* 7. September 1836 in Cevio; † 10. April 1899 in Locarno) war ein Schweizer Lehrer, Rechtsanwalt, Politiker, Tessiner Grossrat, Staatsrat und Ständerat der Christlichdemokratischen Volkspartei (CVP).

## Leben
Gioachimo Respini wurde als Sohn des Notars und Gerichtsschreibers Filippo Respini von Cevio und seiner Frau Giuseppa Lucchini von Locarno geboren. Er erwarb das Primarlehrerpatent in Locarno. 1852 emigrierte er nach Australien, arbeitete dort bis 1860 in einem Bergwerk und kehrte danach ins Tessin zurück. Er studierte Rechtswissenschaft 1862 in der Universität Pavia, ab 1863 in Universität Pisa und promovierte Doktor Juris im Jahr 1865. Danach trat er ein Praktikum im Büro von Vittore Scazziga an und eröffnete 1867 eine eigene Notariats- und Anwaltskanzlei in Locarno und zeichnete sich besonders im Stabioprozess aus. Früh nahm er Anteil am politischen Leben und wurde das Haupt der Tessiner liberalkonservativen Partei, die er 1875–1877 zur Macht führte. Am 15. Oktober 1876 brachte er den Versuch eines radikalen Pronunciamento in Locarno zum Scheitern.
Von 1875 bis 1896 war er Parteipräsident, mit einer kurzen Unterbrechung 1891–1892. Von 1867 bis 1899 sass er im Tessiner Grossrat (1875, 1882, 1889 und 1892 Präsident), 1877 und 1890 für kurze Zeit im Tessiner Staatsrat (1890 Präsident). Mitglied des Verfassungsrats 1891 und 1892 und des Kassationshofs, Ständerat 1879–1885, kantonaler Präsident des Piusvereins; Gemeindepräsident von Cevio 1873–1890, bereitete das Material für die von Rodolfo Tartini veröffentlichte Storia politica del Canton Ticino vor.
Als Ständerat 1880–1885 verteidigte er die Autonomie und die Italianità des Kantons Tessin und setzte sich für eine Lösung der kantonalen Bistumsfrage ein. Im Grossrat verteidigte er den föderalistischen Gedanken und war einer der Förderer der Korrektion des Flusses Maggia und er befürwortete die Einführung der geheimen und kommunalen Abstimmung, die Verabschiedung des Initiativ- und Referendumsrechts, die Wahl Bellinzonas als stabile kantonale Hauptstadt, die Anerkennung der Lehrfreiheit, den Bau der Eisenbahnstrecke des Monte Ceneri und den Beginn der Rückforderung des Magadinoebene.
Seine autoritäre Haltung führte zu einer Verschlechterung des politischen Klimas im Kanton und vertiefte auch die Meinungsverschiedenheiten innerhalb der liberalkonservativen Partei, die sich 1896 in die gemässigte Mehrheit der Giubiascheser und die unnachgiebige Minderheit der Respinianer spaltete.

## Schriften
- Attualità politiche ticinesi. Osservazioni del Consigliere Avvocato Giovacchino Respini sul cosiddetto movimento giubiaschese. Simona, Locarno 1898.
- Ex operibus. Il Ticino liberale-conservatore giudicato dalla sue opere. Tipografia cantonale, Bellinzona 1889.
- mit Rodolfo Tartini: Storia politica del Cantone Ticino. Origine e indole dei partiti 1798–1841. Artistica, Locarno 1904.